# Żabioch
Żabioch (deutsch Sabioch, 1938 bis 1945 Teerwald) ist ein untergegangener Ort in der polnischen Woiwodschaft Ermland-Masuren. Er liegt im Gebiet der Gmina Ostróda (Landgemeinde Osterode in Ostpreußen) im Powiat Ostródzki (Kreis Osterode in Ostpreußen).

## Geographische Lage
Die Ortsstelle von Żabioch liegt am Nordufer des Gugowo-Sees (1938 bis 1945 Teerwald-See, polnisch Jezioro Gugowo) im Westen der Woiwodschaft Ermland-Masuren, zwölf Kilometer östlich der Kreisstadt Ostróda (polnisch Osterode in Ostpreußen).

## Geschichte
Der Gutsort Zabioch – nach 1785 Sabioch genannt – bestand aus einem kleinen Gehöft. 1874 wurde der Ort in den Amtsbezirk Osterwein (polnisch Ostrowin) im Kreis Osterode in Ostpreußen aufgenommen. Zu einem nicht näher genannten Datum (wohl bereits vor 1900) wurde Sabioch nach Osterwein eingemeindet und als Wohnplatz dieser Gemeinde am 3. Juni – offiziell bestätigt am 16. Juli – 1938 aus politisch-ideologischen Gründen der Abwehr fremdländisch erscheinender Ortsnamen in „Teerwald“ umbenannt.
Seit 1945 gehört der nunmehr „Żabioch“ genannte Ort innerhalb der früheren südlichen Ostpreußen zu Polen. Es ist nicht belegt, ob der Ort noch besiedelt wurde. Offiziell wird er seit den 1950er Jahren nicht mehr erwähnt und gilt wohl als in Ostrowin aufgegangen, das zur Gmina Ostróda (Landgemeinde Osterode in Ostpreußen) im Powiat Ostródzki (Kreis Osterode in Ostpreußen) gehört.

## Kirche
Bis 1945 war Sabioch in die evangelische Kirche Wittigwalde (polnisch Wigwałd) in der Kirchenprovinz Ostpreußen der Kirche der Altpreußischen Union sowie zur römisch-katholischen Kirche Osterode in Ostpreußen eingepfarrt.

## Verkehr
Die Ortsstelle von Żabioch ist über eine Landwegverbindung von Ostrowin (Osterwein) nach Smolanek (Jugendfelde) zu erreichen.